# M07 (Oekraïne)
De M07 is een autoweg in Oekraïne. De weg is de noordelijkste route tussen Kiev en Polen. Anders dan de M06, gaat de M07 door afgelegen gebieden met eigenlijk geen grote steden op de route. De M07 voert parallel, ongeveer 60 kilometer ten zuiden van de Wit-Russische grens tussen de hoofdstad Kiev en het grensplaatsje Jahodyn aan de Poolse grens. De weg is 509 kilometer lang.

## Verloop
De M7 is over de hele route enkelstrooks, anders dan de oost-westas M06, welke over het grootste deel uit 2x2 rijstroken bestaat. De M07 loopt grotendeels door bossen, en kent slechts enkele kleinere steden op de route. De weg begint in het centrum van Kiev, passeert wat voorsteden, en loopt via Korosten naar Sarny, waar de kruising is met de M21 naar Rivne en Pinsk. De laatste grotere plaats voor de Poolse grens is Kovel, waar de kruising is met de M19 naar Brest en Loetsk. Bij het grensplaatsje Jahodyn gaat de M07 over in de Poolse DK12. Vanaf hier is het mogelijk om naar Lublin en Warschau te reizen.
De M07 is onderdeel van de E373, een secundaire E-weg.
M01 ·
M02 ·
M03 ·
M04 ·
M05 ·
M06 ·
M07 ·
M08 ·
M09 ·
M10 ·
M11 ·
M12 ·
M13 ·
M14 ·
M15 ·
M16 ·
M17 ·
M18 ·
M19 ·
M20 ·
M21 ·
M22 ·
M23 ·
M24 ·
M25 ·
M26 ·
M27 ·
M28 ·
M29 ·
M30
N01 ·
N02 ·
N03 ·
N04 ·
N05 ·
N06 ·
N07 ·
N08 ·
N09 ·
N10 ·
N11 ·
N12 ·
N13 ·
N14 ·
N15 ·
N16 ·
N17 ·
N18 ·
N19 ·
N20 ·
N21 ·
N22 ·
N23 ·
N24 ·
N25 ·
N26 ·
N27 ·
N28 ·
N30 ·
N31 ·
N32 ·
N33